# Симфонія № 2 (Лютославський)
Симфо́нія № 2 Вітольда Лютославського написана в 1965—1967 роках. Вперше виконана в повному обсязі 9 червня 1967 року в Катовицях силами оркестру Національного радіо, диригував автор.
Складається з двох частин:
1. Hésitant
2. Direct

Тривалість — близько 30 хвилин.
Склад оркестру: 3.3.3.3 — 4.3.3.1 — perc(3) — pf(2).hp — 16.14.12.6.6
Твір отримав першу премію на Міжнародній трибуні композиторів при ЮНЕСКО у Парижі, 1968 рік.